# Liturgiereform Pius’ V.
Als Liturgiereform Pius’ V. bezeichnet man die durch Papst Pius V. in Kraft gesetzten liturgischen Neuerungen. Sie betrafen sowohl die Liturgie der Heiligen Messe als auch des Stundengebets. Das Missale ist im Wesentlichen unverändert bis heute als sog. forma extraordinaria in Gebrauch.

## Geschichte
Das Konzil von Trient bereitete diese Reform vor, konnte sie jedoch selbst aus Zeitgründen nicht zum Abschluss bringen. In der ersten Periode 1546/1547 konnte die Liturgie nur peripher erörtert werden. Als in Bologna später eine Kommission zur Liturgiereform gebildet wurde, kam diese kaum über grobe Skizzen hinaus. Auf Drängen der verschiedenen am Konzil beteiligten Nationen konnten zumindest die gröbsten liturgischen Missstände (abusus missae) zusammengetragen werden.
Nach diesen verschiedenen Vorarbeiten beauftragte das Konzil – in der Befürchtung eine so große Aufgabe nicht schultern zu können – in der Schlusssitzung vom 4./5. Dezember 1563 mit der Reform von Brevier und Messbuch den Papst. Der einzige Satz des Konzils zu Brevier und Missale lautet deshalb:

“[…] praecipit ut  quidquid  ab  illis [gemeint ist die Beauftragung einiger Konzilsväter mit dem index librorum prohibitorum] praestitum est sanctissimo Romano Pontifici exhibeatur ut eius iudicio atque auctoritate terminetur et evulgetur. Idem que de catechismo a patribus quibus illud mandatum fuerat et de Missali et breviario fieri mandat.”

## Ziele und Maßnahmen
Die sich anschließende Reform verfolgte im Wesentlichen zwei Ziele:
1. Straffung und Entschlackung der Liturgie, d. h. Wiederherstellung der ursprünglichen römischen Messliturgie,
2. Vereinheitlichung und Zentralisierung der Liturgie nach römischem Vorbild.

Die zur Ausarbeitung der Reform bestimmte Gruppe bestand aus Muzio Calini, Egidio Foscarari und Leonardo Marini. Wahrscheinlich zogen sie Giulio Pogiani und Guglielmo Sirleto, eventuell auch Francisco Furerio hinzu. Die Arbeit dieser Kommission kann mangels Quellen nicht mehr rekonstruiert werden. Das Ergebnis der Reform setzte sich aus folgenden Maßnahmen zusammen:
- Festkalender: Missale und Brevier wurden aufeinander abgestimmt. Die Festtage wurden deutlich reduziert: Hatte der Kalender in Mailand 1474 fast keine festfreien Tage, waren es im neuen Kalender fast 150.[5]
- Vereinheitlichung des Messritus: Auf Grundlage von Johannes Burckards Messordo entstanden die Generalrubriken des Breviers und das Ordinarium Missae als einheitliche Grundlage des römischen Ritus'.[6]
- Reduktion der Sequenzen und Präfationen[7]
- Reform des Commune Sanctorum;[8]
- Reform der Votivmessen;[9]